# Избори Сенатора 5. августа 1901.
Нови Устав из 1901 године је октроисан, противно ранијој уставотворној пракси. Нови Устав донео је неколико значајнијих новина. Најглавнија од свих била је та што је предвидео дводомни представнички систем, увођењем установе Сената. Да би се донели и органски закони уз овај Устав, избори за нову Народну скупштину одређени су за 22. мај 1901, за четворогодишњи скупштински период од 1901—1904 године, док су избори за Сенат били одређени за 5. август исте године.
Избори за Сенат извршени су y целој земљи 5. августа, a било је бирано 18 сенатора; дали су већину Народној радикалној странци.

## Резултат избора Сенатора
- За варош Београд: Тодор Мијаиловић, трговац из Београда.
- За изборни округ београдски: Милутин Марковић, судија Касац. Суда.
- За изборни округ моравски: Милија Миловановић, трг. из Бачине.
- За изборни округ врањски: Јован Жујовић, професор Велике Школе.
- За изборни округ крагујевачки: Павле Вуковић, трг. из Крагујевца.